# 陳奕恬失蹤事件
陳奕恬失蹤事件是一名名叫陳奕恬（生於1985年3月1日）的女童於1988年6月在台灣桃園縣桃園市走失的事件。陳奕恬3歲時，一天在家門外的巷口遊玩時失蹤，家人隔日發動親友尋回未果。根據目擊者的描述，陳奕恬是被兩名機車騎手拐走的。陳奕恬至今已40歲，從失蹤時算起，截至2018年已走失30年。陳奕恬走失後，她的母親周慈宜還在持續找尋女兒。

## 外部連結
- 寶貝你在哪裡？～陳奕恬協尋小故事 （页面存档备份，存于）